# Václav Benák
Václav Benák (* 30. srpna 1978, Sokolov) je bývalý český hokejový obránce, naposledy hrající za tým HC Energie Karlovy Vary v ELH.
Benák se narodil v západočeském Sokolově, do seniorského hokeje zasáhl poprvé v roce 1996 v týmu pražské Sparty. Zahraniční angažmá si vyzkoušel v týmu HK 36 Skalica. V roce 2012 získal extraligový titul s týmem Pardubic. Před sezónou 2015/16 přestoupil do týmu HC Energie Karlovy Vary, kde po sezóně 2016/17 skončil s profesionálním hokejem.
V roce 1996 se účastnil Mistrovství Evropy juniorů v ledním hokeji kde Česká reprezentace nedokázala postoupit ze skupiny.